# Perpendicular Recording
Perpendicular Recording oder Perpendicular Magnetic Recording (PMR) (deutsch: Senkrechtaufzeichnung bzw. senkrechte Aufzeichnung), auch bekannt als Conventional Magnetic Recording (CMR) (deutsch etwa: herkömmliches Aufzeichnungverfahren), ist ein Schreibverfahren bei magnetischen Datenträgern. Der Effekt wurde 1976 von Shun-ichi Iwasaki an der Universität Tōhoku in Japan nachgewiesen und 2005 erstmals kommerziell eingesetzt. Spätestens seit 2010 ist PMR aktueller Stand der Festplattentechnik.

## Funktionsweise

Funktionsprinzip

Bei Perpendicular Recording stehen die magnetischen Momente, die zusammen mit den verwendeten logischen Schreibverfahren wie PRML jeweils ein logisches Bit repräsentieren, nicht parallel zur Oberfläche des Datenträgers (longitudinal, also längs der Magnetspur), sondern senkrecht dazu (perpendikular). Salopp formuliert gehen die Daten gewissermaßen in die Tiefe.
Dies führt zu einer potenziell wesentlich höheren Datendichte (etwa dreimal so dicht) als bei der Vorläufertechnologie Longitudinal Recording; auf gleicher Oberfläche lassen sich also mehr Daten unterbringen. So ermöglichte das zuvor verwendete Longitudinal Recording (longitudinale Aufzeichnungstechnik) eine maximale Datendichte von 15 bis 30 Gigabit pro Quadratzentimeter. Demgegenüber ermöglicht Perpendicular Recording eine Datendichte bis zu 150 Gigabit pro Quadratzentimeter (d. h. bis zu 1 Terabit pro Quadratzoll). Die Festplattenkapazitäten können durch diese neue Aufzeichnungstechnik um das maximal Zehnfache gesteigert werden.
Zudem wird durch die deutlich höhere Datendichte ein Zuwachs der Lese-Schreib-Geschwindigkeit erreicht, da der Lesekopf pro Umdrehung mehr Daten liest und damit bei gleicher Drehzahl die Datenrate steigt.
Die Stabilität magnetischer Aufzeichnungen wird durch den superparamagnetischen Effekt beschränkt, der dazu führt, dass Bits geringer Größe ihre Magnetisierung spontan ändern (Datenverlust). Das ein Bit repräsentierende Volumen hat eine Minimalgröße, die u. a. von der Koerzitivfeldstärke und der Temperatur abhängt. Perpendicular Recording erlaubt eine höhere Feldstärke im zu magnetisierenden Volumen, da die Feldlinien aus der Spitze gebündelt austreten und nur einen Luftspalt zu überwinden haben. Hinter bzw. unter der Speicherschicht sitzt ein weichmagnetischer Rückschluss. Zusammen mit dem breiten Ende des Jochs wird so der magnetische Kreis geschlossen, wobei sich die Magnetfeldlinien auf eine so große Fläche verteilen, dass die Koerzitivfeldstärke an dieser Stelle nicht überschritten wird, mithin die Daten dort nicht überschrieben werden.
Nachteilig ist, dass die kleineren Magnet-Bits auch einen kürzeren Abstand zwischen Schreib-Lese-Kopf und der Magnetoberfläche bedingen, um die Daten noch schreiben und lesen zu können. Daher ist diese Aufzeichnungstechnik technisch schwieriger zu realisieren.
Das Verfahren wird in modifizierter Form inzwischen auch bei magnetischen Weg- und Winkelmesssystemen zur Verbesserung der Messgenauigkeit angewandt.

## Geschichte
Im August 2005 hat Toshiba als erster Festplattenhersteller eine Festplatte für den Endverbraucher mit dieser Technik ausgeliefert. Dieser erste veröffentlichte Typ war eine 1,8"-Festplatte mit einer Speicherkapazität von 40 GB und einer Drehgeschwindigkeit von 4200 Umdrehungen pro Minute.
Im April 2006 hatte Seagate angekündigt, mit den Serien Barracuda 7200.10 (750 GB) und Cheetah 15K.5 (Server-Festplatten mit max. 300 GB und 15.000 min−1) die neuen TMR-Köpfe einzusetzen, die ein stärkeres Lesesignal liefern als konventionelle GMR-Köpfe.